# محرک خطی

طراحی مفهومی یک عملگر خطی ساده. توجه داشته باشید که در این مثال پیچ قدرت (خاکستری) زمانی می‌چرخد که مهره (زرد) و لوله (قرمز) نمی‌چرخند.

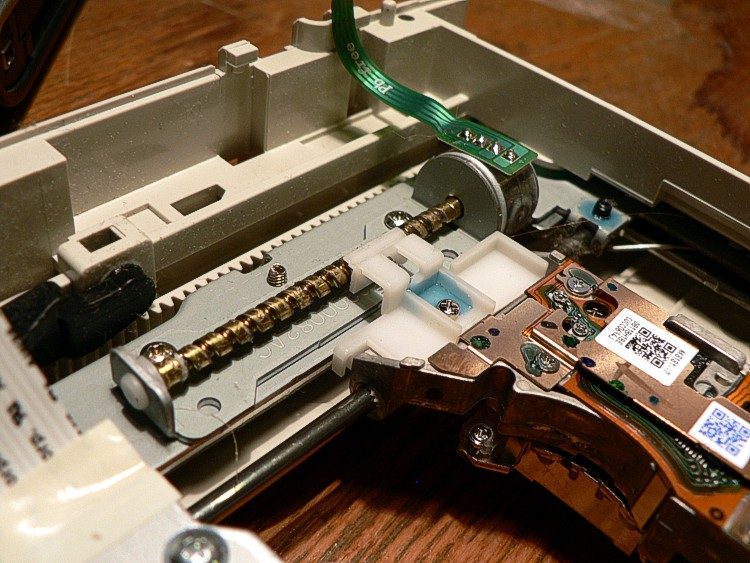
دی‌وی‌دی درایو به همراه پیچ انتقال قدرت و موتور پله‌ای.

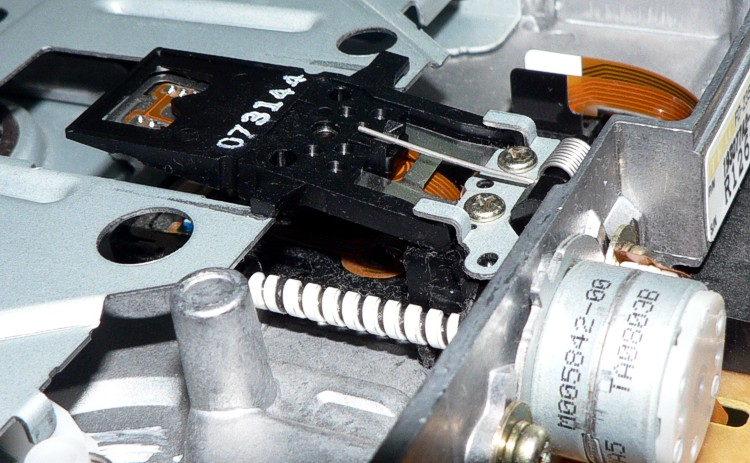
درایو فلاپی دیسک (گرده لرزان) به همراه پیچ انتقال قدرت و موتور پله‌ای.

محرک خطی یا عملگر خطی عملگری است که باعث ایجاد حرکت در یک خط مستقیم می‌شود و در مقابل حرکت دایره‌ای معمولی در موتور الکتریکی قرار دارد. عملگرهای خطی در ابزارهای ماشینی و ماشین آلات صنعتی، در تجهیزات جانبی کامپیوتری مانند دیسک درایوها و چاپگرها، در سوپاپ‌ها و میراگرها، و در بسیاری از مکان‌های دیگر که به حرکت خطی مورد نیاز است استفاده می‌شوند. سیلندرهای هیدرولیک یا پنوماتیک ذاتاً حرکت خطی ایجاد می‌کنند. بسیاری از مکانیسم‌های دیگر نیز به کمک یک موتور دوار حرکت خطی تولید می‌کنند.

## انواع

### عملگرهای مکانیکی
عملگرهای خطی مکانیکی معمولاً با تبدیل حرکت چرخشی به حرکت خطی به کار می‌افتند. این تبدیل معمولاً از طریق چند نوع مکانیسم ساده انجام می‌شود:
- پیچ: عملگرهای پیچ انتقال قدرت، جک پیچی، پیچ ساچمه‌ای و پیچ غلتکی همه بر اساس اصل ماشین ساده عمل می‌کنند. با چرخاندن مهره عملگر، محور پیچ در یک خط حرکت می‌کند.
- چرخ و محور: عملگرهای بالابر، وینچ، دنده و شانه، چرخ زنجیر، محرک تسمه، زنجیر صلب و تسمه صلب بر اساس اصل چرخ و محور عمل می‌کنند. چرخ دوار کابل، قفسه، زنجیر یا تسمه را برای ایجاد حرکت خطی حرکت می‌دهد.[۱]
- بادامک: عملگرهای بادامک بر اساس اصلی مشابه با گوه عمل می‌کنند، اما حرکت نسبتاً محدودی را ارائه می‌دهند. همان‌طور که یک بادامک چرخ مانند می‌چرخد؛ شکل غیرعادی آن، نیروی رانش را در پایه شفت ایجاد می‌کند.

### عملگرهای هیدرولیکی
محرک‌های هیدرولیکی یا سیلندرهای هیدرولیکی عموماً شامل یک سیلندر توخالی هستند که یک پیستون در آن قرار داده شده‌است. فشار نامتعادل اعمال شده به پیستون باعث ایجاد نیرویی می‌شود که می‌تواند یک جسم خارجی را حرکت دهد. از آنجایی که مایعات تقریباً تراکم ناپذیر هستند، یک سیلندر هیدرولیکی قادر است جابجایی خطی دقیق کنترل شده پیستون را فراهم کند. این جابجایی فقط در امتداد محور پیستون می‌باشد. یک نمونه آشنا از یک عملگر هیدرولیکی دستی، جک ماشین هیدرولیکی می‌باشد. به‌طور معمول، «عملگر هیدرولیکی» دستگاهی است که توسط یک پمپ هیدرولیک کنترل می‌شود.

### عملگرهای پنوماتیکی
عملگرهای پنوماتیکی یا سیلندرهای پنوماتیکی شبیه به عملگرهای هیدرولیکی هستند با این تفاوت که این عملگرها برای تولید نیرو به جای مایعات از هوای فشرده‌شده استفاده می‌کنند. آنها مانند پیستونی عمل می‌کنند که در آن هوا به داخل محفظه پمپ می‌شود و از طرف دیگر محفظه به بیرون رانده می‌شود. عملگرهای هوا لزوماً برای ماشین آلات سنگین و مواردی که مقادیر زیادی وزن وجود دارد استفاده نمی‌شود. یکی از دلایلی که عملگرهای خطی پنوماتیکی به انواع دیگر عملگرها ترجیح داده می‌شوند، این موضوع است که منبع تغذیه فقط یک کمپرسور هوا است. چون منبع ورودی هوا است، عملگرهای پنوماتیکی قادر هستند در بسیاری از مکان‌هایی که فعالیت مکانیکی وجود دارد، استفاده شوند. جنبه منفی عملگرهای پنوماتیکی این است که بیشتر کمپرسورهای هوا بزرگ، حجیم و بلند هستند. همچنین آن‌ها پس از نصب به سختی به مناطق دیگر منتقل می‌شوند. عملگرهای پنوماتیکی خطی معمولاً نشتی دارند و به این دلیل آنها راندمان کمتری نسبت به عملگرهای خطی مکانیکی دارند.

### عملگرهای پیزوالکتریکی
اثر پیزوالکتریک خاصیتی از بعضی مواد است که در آن با اعمال ولتاژ به ماده، ماده منبسط می‌شود. ولتاژهای بسیار بالا فقط منجر به انبساط‌های کوچک می‌شود. در نتیجه، عملگرهای پیزوالکتریکی می‌توانند به وضوح موقعیت بسیار خوب دست یابند، اما دامنه حرکت بسیار کوتاهی دارند. علاوه بر این، مواد پیزوالکتریک پسماندی از خود نشان می‌دهند که کنترل انبساط آنها را به شیوه ای تکرارشونده دشوار می‌کند.

### عملگرهای الکترومکانیکی

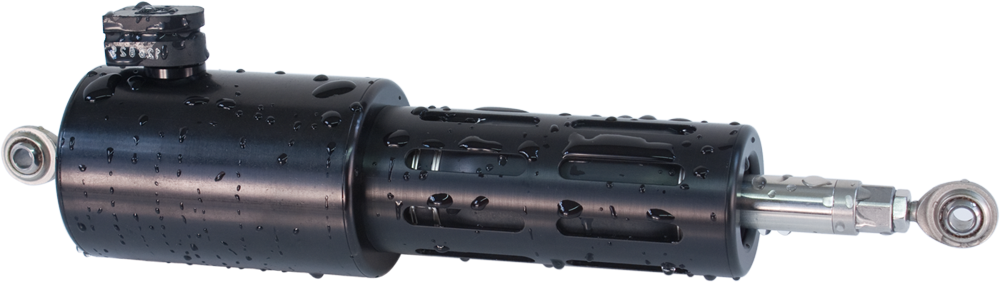
عملگر خطی زیر آبی جبران فشار، مورد استفاده در یک وسیله نقلیه زیر آبی با کنترل از راه دور (ROV)

عملگرهای الکترومکانیکی مانند عملگرهای مکانیکی هستند با این تفاوت که در این عملگرها دستگیره یا دسته کنترل با یک موتور الکتریکی جایگزین می‌شود. حرکت چرخشی موتور به جابجایی خطی تبدیل می‌شود. عملگرهای الکترومکانیکی همچنین ممکن است انرژی موتوری را تأمین کنند که انرژی الکتریکیرا به گشتاور مکانیکی تبدیل می‌کند. طراحی‌های بسیاری از عملگرهای خطی مدرن وجود دارد و هر شرکتی که آنها را تولید می‌کند تمایل به استفاده از روش اختصاصی خود را دارد. در ادامه توصیفی کلی از یک عملگر خطی الکترومکانیکی بسیار ساده ارائه شده‌است.

#### طراحی ساده‌شده
به‌طور معمول، یک موتور الکتریکی از نظر مکانیکی برای چرخاندن یک پیچ انتقال قدرت متصل می‌شود. یک پیچ انتقال قدرت دارای یک رزوه مارپیچ پیوسته‌است که در اطراف آن در امتداد طول تراشیده شده‌است (شبیه به رزوه روی یک پیچ). روی پیچ انتقال قدرت یک مهره توپی با رزوه‌های مارپیچ مربوطه رزوه می‌شود. از چرخش مهره با پیچ انتقال قدرت جلوگیری می‌شود (معمولاً مهره در قسمت غیر چرخشی بدنه عملگر قفل می‌شود). هنگامی که پیچ انتقال قدرت می‌چرخد، مهره در امتداد رزوه‌ها رانده می‌شود. جهت حرکت مهره بستگی به جهت چرخش پیچ انتقال قدرت دارد. با اتصال پیوندها به مهره، حرکت می‌تواند به جابجایی خطی قابل استفاده تبدیل شود. اکثر عملگرهای کنونی برای سرعت‌های بالا، نیروی زیاد یا مصالحه بین این دو ساخته شده‌اند. وقتی یک عملگر برای کاربرد خاصی درنظر گرفته می‌شود، مهمترین مشخصات عموماً سفر، سرعت، نیرو، دقت و طول عمر هستند. بیشتر انواع آن‌ها بر روی میراگرها یا سوپاپ‌های پروانه‌ای نصب می‌شوند.

#### استاندارد در مقابل ساختار فشرده
یک عملگر خطی که از موتورهای استاندارد استفاده می‌کند، به‌طور معمول دارای یک موتور به عنوان سیلندر جداگانه است که به یک طرف از عملگر متصل می‌شود یا موازی با عملگر است یا عمود بر آن. این موتور ممکن است به انتهای عملگر نیز وصل شود. موتور محرک از ساختار معمولی با یک محور محرک جامد ساخته شده‌است که به مهره محرک یا پیچ محرک عملگر متصل می‌شود.
عملگرهای خطی فشرده از موتورهایی با طراحی خاص استفاده می‌کنند که سعی می‌کنند موتور و عملگر را به کوچکترین شکل ممکن تبدیل.

#### ظرفیت بار استاتیکی
عملگرهای پیچی خطی می‌توانند ظرفیت بارگذاری استاتیکی داشته باشند، به این معنی که زمانی که موتور متوقف می‌شود عملگر اساساً در جای خود قفل می‌شود و می‌تواند باری را تحمل کند که یا عملگر را می‌کشد یا فشار می‌دهد. این ظرفیت بار استاتیکی باعث تحرک و سرعت را افزایش می‌دهد.